# Baldissero Canavese
Pour les articles homonymes, voir Baldissero et Canavese.
Baldissero Canavese est une commune italienne de la ville métropolitaine de Turin dans la région Piémont en Italie.

## Administration
| Période                                  | Période  | Identité              | Étiquette    | Qualité |
| ---------------------------------------- | -------- | --------------------- | ------------ | ------- |
| 14 juin 2004                             | En cours | Domenico Troia Cionin | lista civica |         |
| Les données manquantes sont à compléter. |          |                       |              |         |

### Communes limitrophes
Castellamonte, Vistrorio, Vidracco, Strambinello, Torre Canavese